# Дощику, дощику, припусти!
«Дощику, дощику, припусти!» — анімаційний фільм 1982 року Творчого об'єднання художньої мультиплікації студії «Київнаукфільм», режисер — Борис Храневич.

## Над мультфільмом працювали
- Автори сценарію: Жанна Вітензон
- Режисер: Борис Храневич
- Художник-постановник: Іван Будз
- Композитор: Іван Карабиць
- Оператор: Анатолій Гаврилов
- Звукорежисер: Ізраїль Мойжес
- Художники-мультиплікатори: Михайло Титов, Костянтин Чикін, В. Врублевський, Е. Перетятько, І. Бородавко, І. Ковальов
- Ролі озвучували: 
  - українською — Людмила Логійко, Ліна Будник, В. Щербаков, Богдан Бенюк, Володимир Коршун, Валентин Макаров, Віталій  Дорошенко
  - російською — Людмила Логійко, Аркадій Гашинський, Богдан Бенюк, Давид Бабаєв, Володимир Коршун, В'ячеслав Сланко, Юрій Самсонов
- Асистенти: А. Тищенко, А. Савчук, С. Васильєва, А. Лапчинська
- Редактор: Світлана Куценко
- Директор картини: Іван Мазепа